# Boris Zloković
Boris Zloković (Kotor, 1984. március 16. –) (montenegrói cirill átírással: Борис Злоковић) Szerbia és Montenegró-i, majd montenegrói válogatott vízilabdázó. A Szerbia és Montenegró-i válogatott tagjaként 2003-ban világbajnoki bronzérmet, 2005-ben világbajnoki címet szerzett, emellett 2003-ban Európa-bajnoki címre is szert tett. A montenegrói válogatott tagjaként pedig 2008-ban Európa-bajnoki címet, 2012-ben pedig Európa-bajnoki ezüstérmet szerzett, a 2008. és a 2012. évi nyári olimpiai játékokon 4. helyezést ért el.